# 666 (álbum de Billy Talent)
666 es un DVD y álbum en directo de la banda canadiense de punk rock Billy Talent, publicado el 27 de noviembre de 2007. Incluye tres actuaciones europeas de la banda de su anterior gira, la cual los llevó múltiples veces alrededor del mundo durante más de 18 meses promocionando su último álbum de estudio, Billy Talent II. La edición estándar incluye rodajes de seis canciones de sus actuaciones en la Brixton Academy de Londres, el Philips Halle de Düsseldorf y el Festival Rock Am Ring de Alemania (en el circuito de Nürburgring). Un segundo CD incluye el audio al completo del concierto de Düsseldorf. La edición deluxe es un DVD que extiende las actuaciones en dos discos. El álbum está producido por Pierre y Francois Lamoureux, quienes han trabajado con The Tragically Hip y The Who.

## Lista de canciones

### Edición estándar
DVD en directo
Actuaciones en la Brixton Academy, Londres
1. This Is How It Goes
2. Devil In A Midnight Mass
3. This Suffering
4. Standing In The Rain
5. Navy Song
6. Worker Bees

Actuaciones en el Philips Halle, Düsseldorf
1. Line and Sinker
2. The Ex
3. Surrender
4. Prisoners of Today
5. River Below
6. Red Flag

Actuaciones en el Festival Rock Am Ring, Nürburgring
1. Perfect World
2. Sympathy
3. Try Honesty
4. Nothing To Lose
5. Fallen Leaves
6. Red Flag

Álbum en directo
Directo en el Philips Halle, Düsseldorf
| N.º | Título                     | Duración |  |
| 1.  | «This Is How It Goes»      | 4:16     |  |
| 2.  | «Devil in a Midnight Mass» | 2:55     |  |
| 3.  | «This Suffering»           | 3:51     |  |
| 4.  | «Line & Sinker»            | 3:54     |  |
| 5.  | «Standing in the Rain»     | 3:57     |  |
| 6.  | «The Navy Song»            | 4:38     |  |
| 7.  | «Worker Bees»              | 4:01     |  |
| 8.  | «The Ex»                   | 2:40     |  |
| 9.  | «Surrender»                | 3:59     |  |
| 10. | «Prisoners of Today»       | 5:04     |  |
| 11. | «Fallen Leaves»            | 3:28     |  |
| 12. | «Perfect World»            | 3:11     |  |
| 13. | «Sympathy»                 | 3:13     |  |
| 14. | «Try Honesty»              | 6:32     |  |
| 15. | «Nothing to Lose»          | 3:50     |  |
| 16. | «River Below»              | 3:03     |  |
| 17. | «Red Flag»                 | 4:49     |  |

### Edición deluxe
DVD Brixton
1. This Is How It Goes
2. Devil In A Midnight Mass
3. This Suffering
4. Line & Sinker
5. Standing In The Rain
6. The Navy Song
7. Worker Bees
8. The Ex
9. Prisoners of Today
10. Fallen Leaves
11. Perfect World
12. Sympathy
13. Try Honesty
14. Nothing To Lose
15. River Below
16. Red Flag

DVD Düsseldorf
1. This Is How It Goes
2. Devil In A Midnight Mass
3. This Suffering
4. Line & Sinker
5. Standing In The Rain
6. The Navy Song
7. Worker Bees
8. The Ex
9. Surrender
10. Prisoners Of Today
11. River Below
12. Perfect World
13. Sympathy
14. Try Honesty
15. Nothing To Lose
16. Fallen Leaves
17. Red Flag

Álbum en directo
Directo en el Philips Halle, Düsseldorf
| N.º | Título                     | Duración |  |
| 1.  | «This Is How It Goes»      | 4:16     |  |
| 2.  | «Devil in a Midnight Mass» | 2:55     |  |
| 3.  | «This Suffering»           | 3:51     |  |
| 4.  | «Line & Sinker»            | 3:54     |  |
| 5.  | «Standing in the Rain»     | 3:57     |  |
| 6.  | «The Navy Song»            | 4:38     |  |
| 7.  | «Worker Bees»              | 4:01     |  |
| 8.  | «The Ex»                   | 2:40     |  |
| 9.  | «Surrender»                | 3:59     |  |
| 10. | «Prisoners of Today»       | 5:04     |  |
| 11. | «Fallen Leaves»            | 3:28     |  |
| 12. | «Perfect World»            | 3:11     |  |
| 13. | «Sympathy»                 | 3:13     |  |
| 14. | «Try Honesty»              | 6:32     |  |
| 15. | «Nothing to Lose»          | 3:50     |  |
| 16. | «River Below»              | 3:03     |  |
| 17. | «Red Flag»                 | 4:49     |  |

La Edición Deluxe también incluye un vídeo oculto al que se puede acceder en el primer menú cuando "This Suffering" está sonando. En una de las cartas un símbolo se vuelve amarillo y tienes que pulsar Play rápidamente porque el menú dura poco. El vídeo muestra a Ian D'Sa peinándose antes de un concierto. Otro extra es fotos de la banda, dentro y fuera del escenario. Hay también vídeos entre los conciertos de Brixton, Düsseldorf y Nürburgring. El grupo también habla sobre su antigua banda Pezz y cómo organizan las actuaciones. La Edición Estándar contiene solo el CD en directo.

## Premios
El álbum ganó el premio a DVD Musical del Año en los Juno Awards el 5 de abril de 2008.